# Lamhara
Lamhara (àrab لمهارة) és una comuna rural de la província de Taroudant de la regió de Souss-Massa. Segons el cens de 2014 tenia una població total de 11.374 persones.